# The Devil's Daughter (película de 1915)
The Devil's Daughter (en español, La hija del Diablo) es una película muda perdida de 1915 dirigida por Frank Powell y protagonizada por Theda Bara. Basada en la obra de 1899 La Gioconda del escritor italiano Gabriele D'Annunzio, esta adaptación actualizada retrató la historia de una mujer vengativa —una "vampiresa"— que utiliza su belleza y sensualidad para atraer a un hombre joven a la ruina, destruyendo tanto su matrimonio como su carrera como artista. La película fue producida por Fox Film Corporation y rodada en el estudio de la compañía en Fort Lee, Nueva Jersey y en St. Augustine, Florida.

## Trama
La historia, ambientada en la Italia contemporánea, retrata la destrucción del matrimonio de un joven causado por Gioconda Dianti (Theda Bara), una bella pero vengativa joven. Después de ser abandonada por su amante Luigi, anhela venganza y jura, "Como este hombre me ha hecho a mí, así haré a todos los hombres. De ahora en adelante mi corazón es hielo, mi pasión consumirá como fuego. Que los hombres tengan cuidado." Luego actúa en consecuencia y se dedica a seducir y arruinar las vidas de los hombres que conoce. Pronto enfoca sus rencorosas intenciones en Lucio Sattella (Paul Doucet), un talentoso escultor que encuentra en una playa. Gioconda arregla para visitar el estudio de Lucio y acepta ser su modelo para su obra maestra, la estatua de una esfinge. Su actitud coqueta y atractivo cautivan al artista, que ya está casado pero se enamora perdidamente de ella, tanto que  abandona a su mujer Silvia (Doris Heywood) y a su hija de tres años Beata (Jane Lee).
Más tarde, desgarrado por las tensiones emocionales de su lujuria hacia Gioconda, su amor al arte, y remordimientos por abandonar a su familia, un Lucio desesperado intenta suicidarse: se dispara pero sobrevive. Silvia entonces cuida de su marido gravemente herido hasta que recupera la salud; no obstante, él regresa con Gioconda. Furiosa por los celos y ahora desesperada, Silvia afronta a la siniestra intrusa en el estudio de Lucio, donde la "vampiresa" ridiculiza los esfuerzos de Silvia para recuperar a su marido. Se produce una lucha entre las dos mujeres cuando Gioconda intenta destruir la escultura de Lucio. La estatua de la esfinge es derribada, cae sobre Silvia, y aplasta y mutila sus manos. Finalmente, la mujer lisiada descarta cualquier devoción hacia Lucio y le deja. Atormentado por el remordimiento y una creciente aversión hacia la sirena cruel que ha arruinado su vida, el artista una vez esperanzado desciende a la locura, convirtiéndose en un "maníaco delirante". En cuanto al destino de Gioconda, también "padece un terrible final".

## Reparto
- Theda Bara como Gioconda Dianti[5]
- Paul Doucet como Lucio Settala
- Doris Heywood como Silvia Settala
- Jane Lee como Beata Settala, la hija de Lucio y Silvia
- Victor Benoit como Cosimo Dalbo, el amigo de Lucio
- Robert Wayne como Lorenzo Gaddi, maestro escultor
- Jane Miller como Francesca Doni, la hermana de Silvia
- Elaine Ivans como La Sirenetta
- Edouard Durand como Roffiano
- Clifford Bruce en papel no determinado

## Producción
Según la inscripción de 1915 del copyright de la película (LP6036), el  "guionista" Joseph H. Trant basó su historia en la versión traducida de Broadway de la novela de D'Annunzio La Gioconda, que se estrenó en Nueva York el 4 de noviembre de 1902. Desde el principio de la planificación del proyecto de la Fox nadie más que Theda Bara fue considerada para el papel principal. De hecho, numerosas fuentes de 1915 informan que una de las condiciones en que D'Annunzio insistió para vender los derechos de su obra de 1899 a Fox fue que el estudio garantizara que Bara protagonizaría su película. A lo largo de la producción, el título provisional utilizado para la película por Fox fue sencillamente "The Vampire", un título que las revistas cinematográficas a menudo citaban en sus noticias y actualizaciones en las semanas previas al lanzamiento.

### Filmación en Nueva Jersey y Florida
La hija del Diablo fue filmada desde mediados de abril a mayo de 1915, con algún interior y escenas rodados en las instalaciones del Fox Studio en Nueva Jersey, localizado cerca de la esquina de la calle principal y Linwood Avenue en Fort Lee. Después de rodar las escenas allí, el director Powell salió a principios de mayo en tren, llevando a su reparto y equipo a St. Augustine, Florida. El rodaje allí resultó ser incómodo físicamente y a veces un desafío para filmar. Las revistas cinematográficas en 1915 informaron a sus lectores que los actores y personal de apoyo tuvieron que soportar altas temperaturas y dolorosas quemaduras solares, así como hacer frente a serpientes venenosas, tiburones, y grandes cangrejos de arena que eran "susceptibles de cortar los dedos de los pies". "El día de su llegada a la ciudad subtropical", informó Motion Pictures News, "el termómetro registró 35 grados." La revista también menciona que el intento inicial de Bara de huir del calor nadando en el océano se vio interrumpido por la repentina aparición de "aletas negras triangulares bien conocidas" cortando el agua. Además, mientras ella y otros actores esperaban en la playa, Powell y su equipo de camarógrafos comenzaron a explorar el área circundante en busca de ubicaciones adicionales para filmar escenas al aire libre, pero se vieron "obligados a sacrificar algunos de sus mejores fondos" debido a la "prevalencia de serpientes mocasín".
Además de tomar imágenes del paisaje y el océano cerca de St. Augustine, el equipo de Powell filmó escenas en la mansión y tierras de Villa Flora, el hogar del doctor Garnett. También utilizaron el Hotel Ponce De Leon y el Hotel Alcázar como escenarios para escenas adicionales. Cuando no estaban ensayando, filmando, o explorando otras ubicaciones, el reparto y equipo pasaban el tiempo en sus alojamientos en el Hotel Marion, donde su propietarios— el señor Henry Muller y señora— pusieron su "yate a motor de 85 pies, el Hilda, a disposición de Frank Powell". Una noticia en la popular revista de entretenimiento Variety informó que el director y su equipo habían regresado a Nueva Jersey desde Florida el 28 de mayo. Powell luego empezó la edición final y completó otras tareas de posproducción antes de que Fox estrenara la película a mediados de junio.

## Estreno, promoción y censura
La promoción de la película en 1915 incluyó no solo artículos y reseñas en prensa, sino también apariciones personales de algunos miembros del reparto, como empezaba a ser común. En su edición del 25 de junio— nueve días después del estreno—Variety anunció que el coprotagonista, Paul Doucet, iba a realizar una conferencia en su ciudad natal, Cincinnati, Ohio. El tema de la charla, según la revista, sería "sobre cómo se hizo la adaptación de la obra de d'Annunzio 'Gioconda', ahora llamada 'The Devil's Daughter,' y que se celebraría durante el estreno de la película "en el Grand [Opera House] en pocos días". Sin embargo, el interés público en la película y en Bara, "la mujer vampiro", se extendió mucho más allá de las conferencias y las apariciones especiales del reparto; también impulsó a numerosas juntas de censura del estado a prohibir por completo la película o eliminar partes consideradas inaceptables. Dos estados en particular, Ohio y Kansas, obtuvieron una notable cobertura mediática durante el verano e inicios del otoño de 1915 por sus esfuerzos en prevenir o limitar la exposición del público a la obra. En una noticia del 30 de junio titulada "'Devil's Daughter' censurada", Variety describe a sus lectores la situación en Cincinnati:

"[...] el director Louis Foster, que la había reservado para su Grand Opera House, canceló el estreno. Foster dijo que las escenas eliminadas por la junta de censura eran prácticamente todas en las que aparecía la señorita Bara. Se realizó un pase privado en el Grand, a la medianoche del sábado. Asistieron periodistas y amigos de sociedad de la señorita Bara. Las personas que fueron allí esperando conmocionarse salieron muy decepcionadas. Todos acordaron que no había nada terrible en la película y que los censores habían de nuevo "eliminado".

Tras la proyección a medianoche, el gerente del Grand y el secretario de la asociación de minoristas de Cincinnati viajaron a Columbus el 28 de junio "para protestar" por los recortes de censura y pedir a las autoridades en la capital estatal "reconsiderar" su orden. La apelación de los empresarios tuvo cierto éxito. La junta estatal de censura, en respuesta a su visita y a las críticas suscitadas por su acción, aceptaron permitir la proyección de la obra en los cines del estado con menos recortes. El último escenario sobre censura se dio en Cleveland, incluyendo un visionado privado. La selecta audiencia allí, incluyendo a los oficiales de policía de la ciudad, dieron su "sincera aprobación a la película" después de verla y quedaron "asombrados" de que los censores de Ohio "la hubieran recortado."
Mientras intereses artísticos y minoristas batallaron con la censura en Ohio, la película se mostró completa sin incidentes en otros estados pero afrontó censura en otros. La revista cinematográfica con sede en Chicago Motography informó en septiembre de 1915 que la producción de Fox había sido ampliamente mostrada en Oklahoma "sin impactar la moral pública." Kansas, sin embargo, prohibió la película en el estado. Su junta de censores, incluyendo Carrie Simpson de la ciudad de Paola, también "recortó y prohibió" muchas otras películas después de su acción contra La hija del Diablo. Según Motography, las restricciones crecientes sobre el contenido de varios largometrajes en Kansas habían sido "amargamente condenadas por productores cinematográficos y exhibidores"."

## Recepción general
A pesar de las controversias generadas en algunos lugares, la película recibió en general buenas críticas en periódicos y revistas. Bara fue el principal foco de atención, pues en los meses anteriores al estreno de The Devil's Daughter había alcanzado notable celebridad gracias a otros tres lanzamientos de Fox, especialmente A Fool There Was, también dirigida por Frank Powell. Al igual que allí, The Devil's Daughter muestra a Bara como una femme fatale, un "vampiro" que atrae a los hombres con su belleza y sensualidad y luego no les chupa la sangre como lo reflejado por Bram Stoker— sino que los agota psíquicamente y toma su control. Al evaluar el progreso de Bara en ese papel, el crítico de Motion Picture News, George Proctor, reconoce en su reseña su atractivo en pantalla. También elogia las actuaciones de los otros actores del reparto:

"Los encantos físicos de Theda Bara y muchas escenas elegidas por su belleza fotográfica le dan a la película un valor artístico considerable. De hecho, todo el manejo del tema, bajo la dirección de Frank Powell, es artístico. La trama no se puede tomar literalmente. Raramente se encuentran hermosas criaturas a medio vestir en las playas o vagando por el bosque. Pero la película, como una concepción artística, dramática y vehículo para Theda Bara, es bastante suficiente. Doris Heywood se distinguió como la esposa y Jane Miller era buena como la hermana. Paul Doucet estuvo bien en el duro papel de Lucio. Victor Benoit es el amigo de Lucio, Robert Wayne, el maestro escultor, y la pequeña Jane Lee realizó ingeniosamente su papel de bebé."

Muchos periódicos por todo el país en 1915 también informaron sobre la película y el poder de la sensual representación de Bara como Gioconda. The Arizona Republic el 26 de julio describe la producción como "bella película", añadiendo "es un largometraje de cinco carretes de fuerza superior, más fascinante que 'A Fool There Was'". El diario también resume el papel de Bara, caracterizándolo como "una verdadera hija del diablo, rompiendo hogares, alienando maridos y mujeres y destruyendo las vidas de hombres jóvenes prometedores." En Connecticut el Hartford Courant juzgó la película como "una de las más sensacionales jamás hechas", mientras en Georgia The Atlanta Constitution la vio como una "historia maravillosa" con un reparto "excepcionalmente fuerte". Varios comentarios en diarios sobre los encuadres "europeos" impresionantes de la película también atestiguan el éxito de Powell al utilizar las tomas en St. Augustine. Además de admirar la actuación de Bara y sus "modales franceses", The Minneapolis Morning Tribune elogió la producción en general, notando que su "entorno tropical exuberante y los jardines italianos hacen una imagen increíblemente hermosa". El crítico de The Pittsburgh Gazette Times estuvo de acuerdo y afirmó, "El entorno artístico de Roma predomina en cada escena exterior."
Ciertamente, también hubo algunas críticas negativas al melodrama, como un detractor de Ohio que la calificó de "escandalosa" y carente de moral aparte de "ilustrar los viles efectos que tiene un vampiro en las casas de los hombres". En contraste con todos los anteriores comentarios positivos en The Atlanta Constitution, un crítico del periódico el 11 de julio, "Pansy Painfall", criticó la producción como "excesivamente teatral" y cuestiona el atractivo de Bara en pantalla:

"Theda Bara puede tener toda la adulación pública que recibe, así como el renombre de "la cara más bellamente malvada del mundo". De preferencia, dame un personaje de aspecto hogareño vestido de vichy, que pueda mover la escoba y alimentar a las gallinas y azotar a un muchacho cuando lo necesite. Admito francamente que las cosas de Theda Bara, como se manifiesta en La hija del Diablo, no me impactan. Pero el público parece no estar de acuerdo conmigo. Las mujeres acudieron en masa los lunes y martes para verla en el Strand... Mi acompañante me preguntó por qué tantas mujeres de todo tipo venían a ver la actuación de una vampiresa, y le dije que venían para poder regresar a casa y sentirse puras y sin mancha en contraste con la exhibición de la vampiresa. Se van a casa y se lo lanzan a sus maridos, y tal vez consigan sombreros nuevos."

 
Tampoco todas las revistas especializadas la apoyaron. The Moving Picture World la calificó de "mala imitación" de A Fool There Was, obstaculizada por una trama "agotadora" con escenas demasiado dramáticas que en un momento dado "provocó una risa general de la numerosa audiencia en un pase privado" en Nueva York.

## Película perdida
Algunos fotogramas publicados acompañando artículos y reseñas sobre la película y algunas fotografías del reparto en St. Augustine se conservan, pero ninguna imagen o fragmento del negativo o copias se conocen, por lo tanto su estatus es de  "presumiblemente perdida".